# Tanügyi Újság
Tanügyi Újság a romániai magyar pedagógusok tanügyi, pedagógiai, pszichológiai, művelődési hetilapja. Székhely: Bukarest. Indulás/megszűnés: 1950/1989. Előzménye: Tanügyi Közlöny (1948-1949 között). Utódja: Közoktatás (1990 óta)

## Története
A lap első sorozata 1950. június 4-én jelent meg, a román közoktatási minisztérium kiadásában, havilapként, ám ez rövid életűnek bizonyult, kevesebb mint három év után, 1953. február 16-án megszüntették. A második sorozat az Oktatási Minisztérium újonnan létrehozott Nemzetiségi Igazgatóságának élére 1956 végén kinevezett Bányai László kezdeményezésére indult meg, az 1957. szeptember 18-án megjelent első szám újból I. évfolyam, 1. szám jelzést kapott. A lap főszerkesztője (1959-ig) Gáll Margit volt, felmentését követően Bántó István lett a felelős szerkesztő, ő irányította a lapot – főszerkesztő-helyettesi minőségben – egészen a megszűnésig. Eleinte havi két száma jelent meg, 1959 januárjától hetilappá alakult – ez az időszak 1974 májusáig tartott –, attól kezdve pedig a megszűnésig havonta jelent meg. Kezdetben önálló szerkesztősége 1959. augusztus 1-jével elvesztette önállóságát, attól fogva a román szerkesztőséggel összevontan működött, így a felelős szerkesztő önállósága is korlátozott volt.

## Szerkesztői
- Gáll Margit – 1957-1959
- Bántó István – 1959-1989
- Csire Gabriella – szerkesztő és munkatárs 1959-
- Vistai András János – 1960-as évek[2]

## Jeles szerzőiből
- Balázs László
- Benedek Zoltán
- Gaal György
- Jakab Sámuel
- Madarász Antal
- Major Miklós
- Makkay Ferenc
- Málnási Ferenc
- Mandula Tibor
- Mezei Zoltán
- Molnárné Hubbes Éva
- Murvai László
- Nagy Erzsébet
- Nagy Ferenc
- Náhlik Zoltán
- Karceva Valentina
- Sebestyén Júlia
- Semlyén Éva
- Sükösd János
- Somodi Albert
- Sükösd Éva
- Szabó Etelka
- Szabó T. E. Attila
- Szántó Árpád
- Szécsi Antal
- Székely Erzsébet
- Székely László
- Szekernyés Kurkó Irén
- Szikszai Tibor
- Szlovácsek Ida
- Szőcs Géza Mihály
- Szőcs Huba
- Takács Pál
- Tatár Géza
- Tittel Andor
- Török Árpád
- Tuzson Erzsébet
- Varró Ilona
- Veith Júlia
- Verestóy Ilona
- Vincze Zoltán
- Vita László
- Vizi Ildikó
- Vizi Imre
- Vizi Menyhért

## Külső hivatkozások
- Sajtónk a mérlegen – Tanügyi Újság. Korunk, 1971. évi 3. szám, p337-340. (http://epa.oszk.hu/00400/00458/00405/pdf/Korunk_EPA00458_1971_03_337-340.pdf)